# Rundgang „Zabytki Radomia”
Der Szlak turystyczny „Zabytki Radomia” (deutsch touristischer Rundgang „Radomer Baudenkmäler“) ist ein ausgeschilderter Weg, der die städtebauliche Entwicklung der Großstadt Radom in Polen aufzeigt. Der Rundgang zeigt anhand von 23 ausgewählten Objekten die geschichtliche Entwicklung von der frühmittelalterlichen Siedlung, über die Hauptstadt König Kasimirs IV. Jagiello, bis zu den Wohnungsbauten der Waffenfabrik „Fabryka Broni“ aus dem 20. Jahrhundert.
| Nummer | Bauwerk                             | Bezirk Lage                   | Beschreibung | Erbaut                          | Bild                               |
| ------ | ----------------------------------- | ----------------------------- | --- | ------------------------------- | ---------------------------------- |
| 1      | Grodzisko Piotrówka                 | Stare Miasto (Lage)           | Reste einer Wallburg an der Furt über die Mleczna | 10. Jh.                         | Gedenkstein zur Wallburg Piotrówka |
| 2      | Św. Wacława                         | Stare Miasto (Lage)           | Gotische Kirche, 1216 erbaut und 1440 erweitert | 1216, 1440                      | Św. Wacława                        |
| 3      | St. Johannes, Reste der Königsburg  | Miasto Kazimierzowskie (Lage) | Gotische Kirche, 1360 gestiftet, Turm von 1460, bis 1911 zur dreischiffigen Basilika erweitert; Reste der Königsburg                                    | 1360–1370, 1439–1460, 1908–1911 | St. Johannes                       |
| 4      | Stadtmauer                          | Miasto Kazimierzowskie (Lage) | Reste der Stadtmauer | 14. Jh.                         | Reste der Stadtmauer               |
| 5      | St. Katharina / Bernhardinerkloster | Innenstadt (Lage)             | Spätgotische Klosteranlage, in weiten Teilen erhalten                                                                                                   | 15. Jh.                         | St. Katharina                      |
| 6      | Św. Trójcy                          | Innenstadt (Lage)             | Barocke Kirche, erbaut für das Benediktinerinnen-Kloster, 1837-1902 orthodoxe, klassizistische St. Nikolaus-Kirche, danach Wiederherstellung des Barock | 1687–, –1837, 1925              | Św. Trójcy                         |
| 7      | Piaristen-Kolleg                    | Stare Miasto (Lage)           | Im barocken und klassizistischen Stil erbaut; heute Museum                                                                                              | 1737–1756, 1818–1825            | Piaristen-Kolleg                   |
| 8      | Kościół ewangelicko-augsburski      | Miasto Kazimierzowskie (Lage) | Barocke Kirche, Salzlager, dann Theater, seit 1830 lutherische Pfarrkirche, bis 1895 umgebaut                                                           | 1785, 1827, 1895                | lutherische Kirche                 |
| 12     | Św. Stanisława                      | Innenstadt (Lage)             | Erbaut als orthodoxe St. Nikolaus-Kirche mit fünf Türmen, nach dem Weltkrieg in eine römisch-katholische Kirche umgebaut                                | 1996–1902, 1925–1930            | Św. Stanisława                     |
| 13     | Katedra Opieki NMP                  | Innenstadt (Lage)             | Seit 1992 Kathedrale; dreischiffige, neogotische Basilika, entworfen von Józef Pius Dziekoński                                                          | 1894–1911                       | Kathedrale                         |
| 14     | Dom Glogierów                       | Innenstadt (Lage)             | Großzügiges Stadthaus, entworfen von Józef Pius Dziekoński im eklektischen Stil                                                                         | 1914                            | Dom Glogierów                      |
| 15     | Bahnhof                             | Innenstadt (Lage)             | Neoklassizistisches Bauwerk von Adolf Schimmelpfennig entworfen, nach 1918 im Stil der polnischen Renaissance umgebaut                                  | 1885, 1920er                    | Bahnhof Radom                      |
| 16     | Wohnsiedlung der „Fabryka Broni”    | Planty (Lage)                 | Ehemalige Siedlung mit Badehaus für Mitarbeiter der Waffenfabrik, Architekten: Stefan Szyller u.a.                                                      | 1923–1931                       | Wohnanlage der der Waffenfabrik    |
| 17     | Herz-Jesu-Kirche                    | Glinice (Lage)                | Neobarockes Bauwerk, von Stefan Szyller entworfen, nach dem Weltkrieg vollendet                                                                         | 1931–1957                       | Herz-Jesu-Kirche                   |
| 18     | Św. Teresy                          | Borki (Lage)                  | Modernistisches Bauwerk, von Władysław Pieńkowski und Stanisław Gałęzowski entworfen, nach dem Weltkrieg vollendet                                      | 1938–1964                       | Św. Teresy                         |